# Apex solaire
Pour les articles homonymes, voir apex.
En astronomie, l’apex est le nom donné à un point de la sphère céleste proche vers lequel se déplace le système solaire tout entier dans son mouvement propre au sein de notre galaxie. Ce déplacement, mis en évidence par application de l'effet dit Doppler-Fizeau, se fait à une vitesse apparente d'environ 19,4 km.s−1. Les anciens auteurs de traités mentionnant ce phénomène situent l'apex dans le voisinage de l'étoile Alpha de la constellation de la Lyre (Véga), mais les astronomes modernes s'accordent aujourd'hui à le localiser à proximité des étoiles Nu et Ksi de la constellation d'Hercule.
Les coordonnées de l'apex sont :
- dans le système de coordonnées équatoriales (α = 18h, δ = +30°),
- dans le référentiel galactique (l = 56°, b = +23°)
- dans le système de coordonnées écliptiques ( λ = 272°, β = +53°).

Cette vitesse ne doit pas être confondue avec la vitesse orbitale du Soleil autour du centre galactique, qui s'élève à 220 km/s et qui est celle de tout l'ensemble du référentiel au repos local, dont fait partie le système solaire.

## William Herschel
En 1783, Herschel découvre que le Soleil possède un mouvement propre et qu'il entraîne tout son cortège de planètes en direction d'un point situé dans la constellation d'Hercule : l'Apex.
Edmond Halley a auparavant détruit l'ancienne notion de la sphère des fixes en mettant en évidence le mouvement propre des étoiles (d'Aldébaran, Sirius, Arcturus et Bételgeuse). Il en conclut que les étoiles sont des astres errants.
De plus, Herschel comprend que les étoiles doubles sont en mouvement relatif l'une par rapport à l'autre. En 1802, Herschel déduit que les lois newtoniennes s'appliquent intégralement aux couples stellaires animés d'un mouvement relatif orbital : l'attraction est donc universelle.